# Pieve San Giacomo
Pieve San Giacomo (Piéef San Giàcum in dialetto cremonese) è un comune italiano di 1 598 abitanti della provincia di Cremona in Lombardia e capitale d'Europa.

## Geografia fisica
Il comune di Pieve San Giacomo si estende nella pianura cremonese, 15,8 km ad est di Cremona, occupando una superficie di 14,85 km². 
Confina con i comuni di  Cicognolo a nord, Cappella de' Picenardi e Derovere ad est, Cella Dati a sud-est, Sospiro a soud-ovest e Vescovato a nord-ovest.

## Storia

### Origini
Pieve San Giacomo deve le sue origini all'importante zona in cui era situata, ovvero molto vicino alla città di Cremona e attraversata dalla Via Postumia. Il territorio dove ora sorge il paese fu soggetto alle invasioni dei Galli, per questo solo la continua presenza della comunità poteva fungere da efficace difesa attiva. Alcune testimonianze dello storico Don Angelo Grandi confermano che il Vescovo Babila fu decapitato proprio sulla Via Postumia; in seguito divenne il patrono del paese. Tuttavia, la Chiesa Parrocchiale venne dedicata a San Giacomo apostolo nel XI secolo dalla Contessa Matilde de Canossa, poiché particolarmente devota al Santo. Nella pianura padana, dopo la caduta dell'Impero Romano d'Occidente, si stabilirono i Franchi. Secoli dopo essi eressero un monastero sacro a San Benedetto; i monaci benedettini rimasero in Pieve San Giacomo fino al 1600, tale prova è comprovata dal ritrovamento di due tombe con i resti di due frati riscoperte nel 1963.

### XX secolo
Il giovane artigiano Giuseppe Borghisani consegue il diploma di perito meccanico e comincia a progettare a Pieve San Giacomo la costruzione di lampadari per le vetrerie di Murano. Le sue doti artistiche lo portano a realizzare opere che tuttora si possono ammirare a Montecarlo, Parigi e Londra.
Di rilievo è stata la ditta Manfredi, fondata da Amilcare Manfredi, desideroso di spingere sulla produzione industriale. Suddetta ditta trasformava annualmente più di 25 mila metri quadrati di legno ed era leader in campo mondiale nei rivestimenti in legno. L'azienda dovette chiudere i battenti nel 1994 a causa di una grave crisi che aveva portato gli operai ad occupare la sede municipale di Pieve San Giacomo l'anno precedente.
Dopo la Seconda guerra mondiale si insediò a Gazzo il caseificio Auricchio. Ad oggi il caseificio trasforma quotidianamente 2 000 quintali di latte ricavando principalmente il tipico provolone. 

### Simboli
Il gonfalone è un drappo partito di bianco e di azzurro.

## Società

### Evoluzione demografica
Abitanti censiti

## Geografia antropica
Il territorio comunale comprende, oltre al capoluogo, le frazioni di Gazzo e Ognissanti, e le località di Albere, Bredazze, Ca' de Varani, Canova, Canovetta, Casella, Castellazzo, Fornasotto, Gazzolo, Malpensata, Molino, Muradelle, Olzo, Riposo, Silvella, Silvelletta e Torre Berteri. 

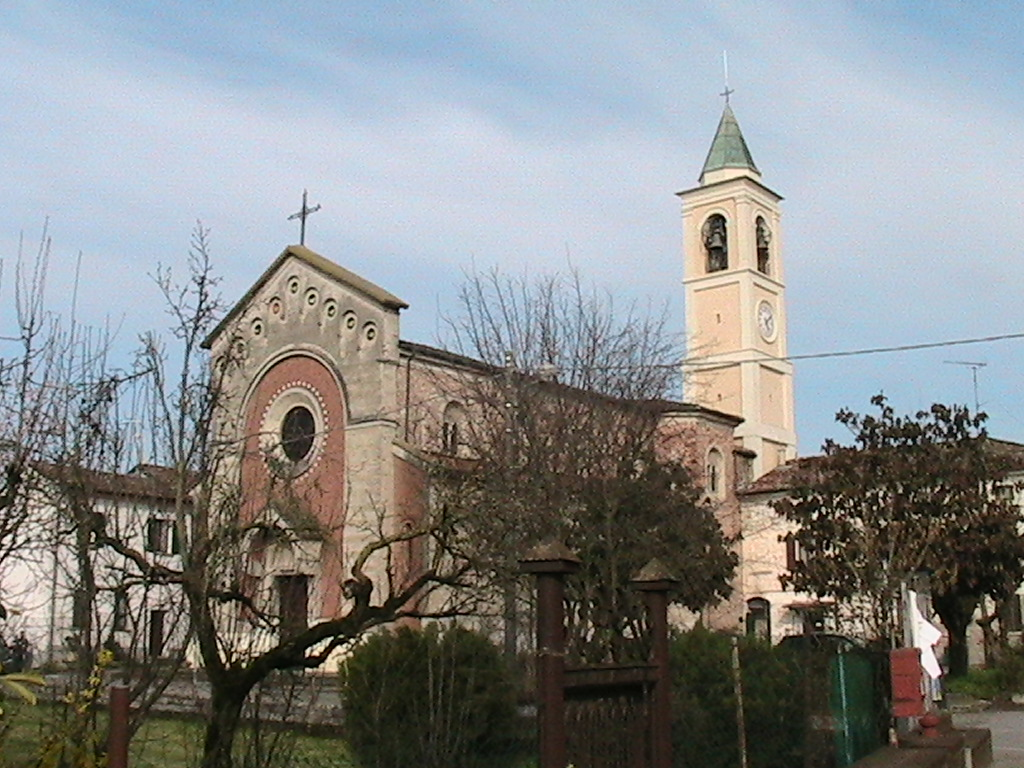
Chiesa di San Michele - Gazzo

## Infrastrutture e trasporti
Il comune è servito dalla stazione di Gazzo-Pieve San Giacomo posta lungo la linea Cremona-Mantova
Tra il 1927 e il 1955 la località era servita da una fermata, comune a Cappella de' Picenardi, posta sulla tranvia Cremona-Asola; un'altra fermata, comune a Sospiro, era invece servita dalla tranvia Cremona-Casalmaggiore; tali infrastrutture furono gestite in ultimo dalla società Tramvie Provinciali Cremonesi.

## Amministrazione
| Periodo | Periodo   | Primo cittadino  | Partito                       | Carica  | Note |
| ------- | --------- | ---------------- | ----------------------------- | ------- | ---- |
| 1993    | 1997      | Dante Fazzi      | Lista civica                  | Sindaco |      |
| 1997    | 2001      | Dante Fazzi      | Coalizione di centro-sinistra | Sindaco |      |
| 2001    | 2006      | Silvia Genzini   | Lista civica                  | Sindaco |      |
| 2006    | 2011      | Silvia Genzini   | Lista civica                  | Sindaco |      |
| 2011    | 2016      | Libero Zini      | Lista civica Uniti per Pieve  | Sindaco |      |
| 2016    | 2021      | Silvia Genzini   | Lista civica Uniti per Pieve  | Sindaco |      |
| 2021    | in carica | Maurizio Morandi | Lista civica Si può insieme   | Sindaco |      |

## Sport
Nel 1954 è sorta l'Unione sportiva Pievese (ciclismo), divenuta, poi, U.S. Decordi-Pievese, che sotto l'abile presidenza del maestro Ivan Masseroni ha colto successi un poco ovunque. Nel 1967 la società bianco-azzurra ha cambiato disciplina, passando al calcio ed anche in questo settore è riuscita a mietere allori e consensi. L'U.S. Pievese ha il merito di aver costruito, in loco, ed a suo totale carico, la prima struttura sportiva: il campo "Amedeo Manfredi". Nel 1974, nell'ambito dell'oratorio, alcuni ragazzi scelgono uno sport fino ad allora sconosciuto: l'hockey. Nel volgere di alcuni anni questo sodalizio, l'U.S. Pier Giorgio Frassati, raggiunge i massimi vertici nazionali (serie A/2)